# Vanadislundens vattenreservoar

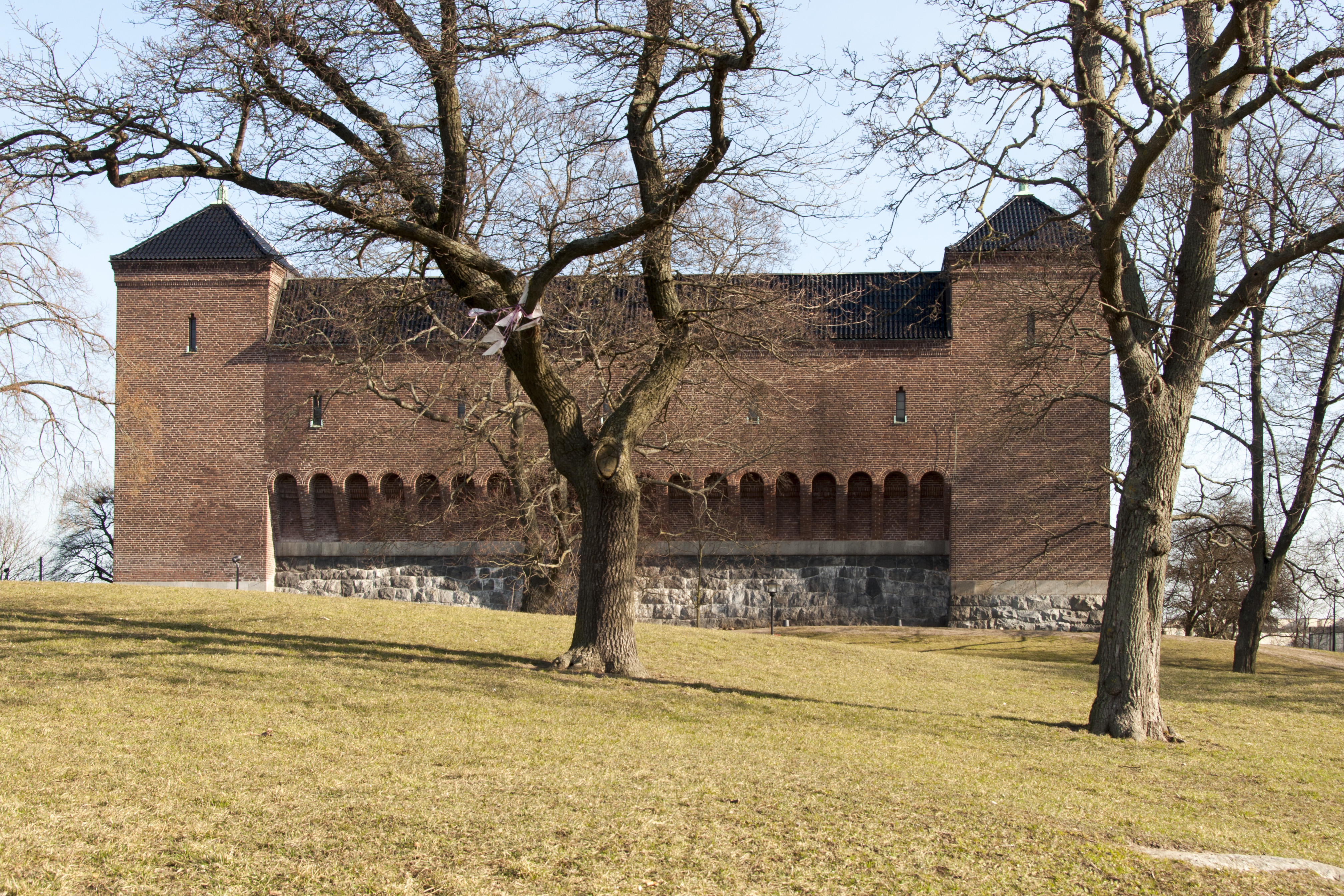
Vanadislundens vattenreservoar i mars 2015.

Vanadislundens vattenreservoar eller Vanadislundsreservoaren är en stor vattenreservoar inom Vanadislunden i stadsdelen Vasastaden i Stockholm. Vanadislundsreservoaren har idag (2009) en vattenvolym på 8 100 m³.

## Vanadislundens första reservoar

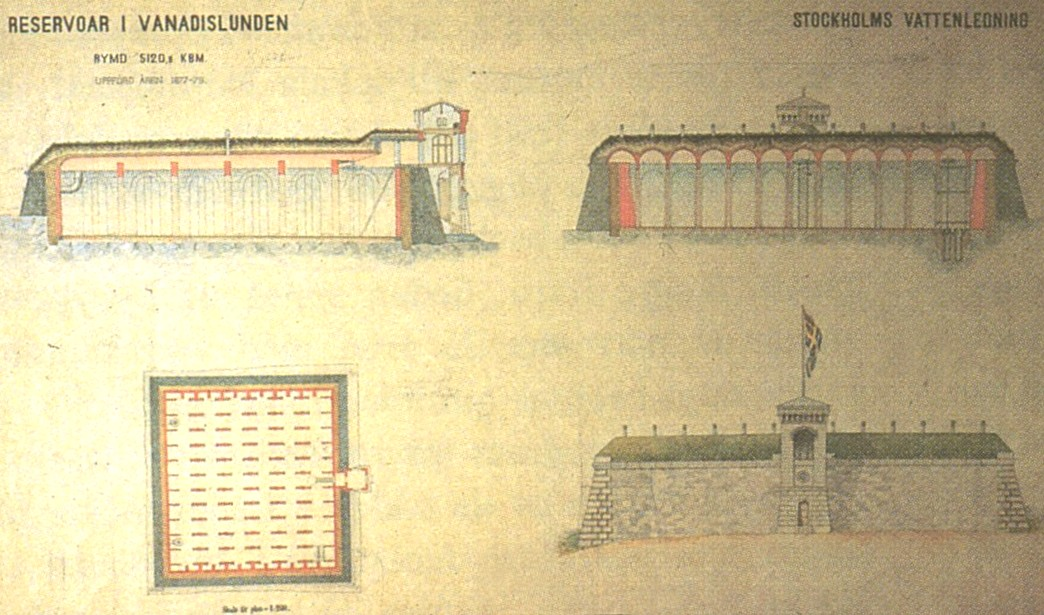
Ritningar till första reservoaren 1879.

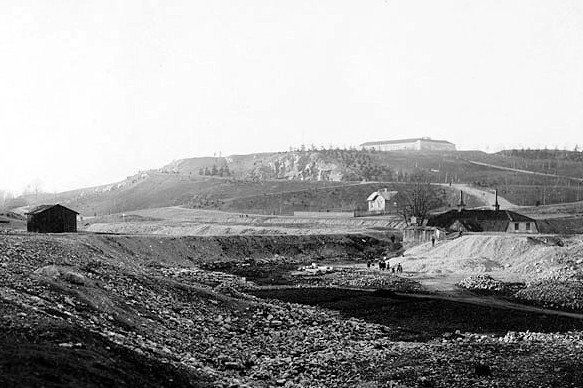
Första reservoaren på höjden 1902.

Kring 1870-talet hade Årstalundens reservoarer nått sitt kapacitetstak med drygt 11 000 m³ vatten. Även ledningsnätets geografiska utbredning förde med sig ständiga tryckfall i Stockholms nya bostadsområden inom norra Norrmalm och Vasastaden. En lämplig plats för en ny reservoar fann man på Vanadislundens höjder.
Den närapå kvadratiska anläggningen uppfördes på det plansprängda berget. Fasaderna murades av gråsten och tak och stödpelare utfördes av tegel. Vid östra sidan anordnades ett torn. Taket var täckt med matjord och gräsplantering. 1879 togs Vanadislundens första vattenreservoar i drift som hade en volym på 5 000 m³. Redan 1893 räckte inte vattnet till på grund av den ökande förbrukningen och 1895 invigdes ytterligare en vattenreservoar, denna gång Vattenborgen i Stadshagen på Kungsholmen.

## Vanadislundens andra reservoar

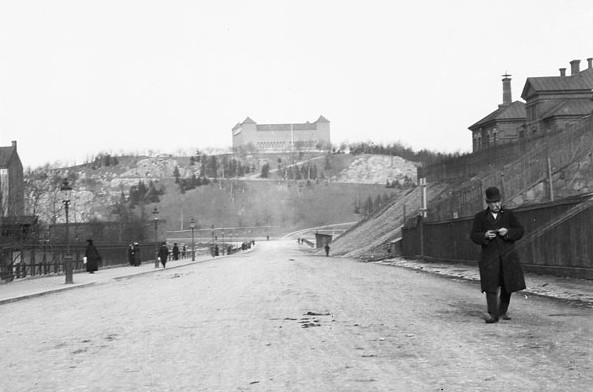
Andra reservoaren omkring 1916.

På 1910-talet hade trycket i den gamla bassängen blivit otillräckligt med hänsyn till stadens nya huvudledningsnät som matades mer och mer från Norsborgs vattenverk och Trekantsreservoaren. Högsta vattenytan i den gamla bassängen låg på 47 meter över nollplanet, vilket blivit otillräckligt. Det beslöts att reservoaren måste ersättas med en ny. Vanadislundens andra reservoar uppfördes under åren 1913–1918. Byggnaden ritades av arkitekt Gustaf Améen. 
Den nya tegelbyggnaden byggdes på parkens högsta punkt och på samma grund som den gamla reservoaren. Den har ett borgliknande utförande med fyra hörntorn, fasaderna är murade av rött Helsingborgstegel på en kraftig granitsockel. Den höga stensockeln är gamla reservoarens ytterväggar. Taken är klädda med svart, glaserat taktegel. 
Den nya bassängen gavs ett djup på 6 meter och rymmer 8 100 m³ vatten. Bassängen är utförd i betong och står på pelare inuti den äldre reservoaren. Högsta vattenytan ligger på 54 meter över stadens nollplan. Reservoaren renoverades i början av 2000-talet.

## Olyckan 1954

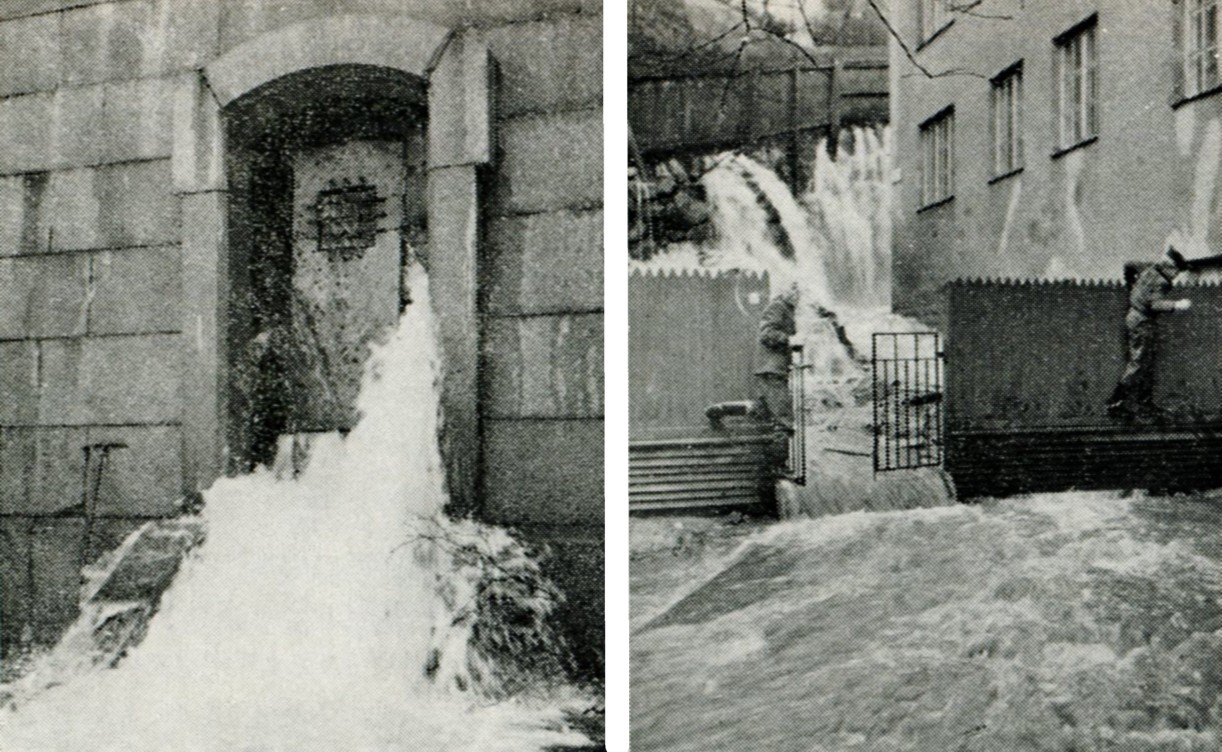
Läckan den 4 april 1954.

Den 4 april 1954 sprang Vattenreservoaren läck och åtta miljoner liter vatten forsade ut i kvarteren kring Roslagstull. Anledningen var en gjutjärnsventil i botten på den nya reservoaren som brast och bassängens innehåll, den var nästan fylld, forsade ut. Verkets personal hade ingen möjlighet att stoppa tillbudet. Vattenflödet bromsades dock något genom den gamla reservoarens ytterväggar, som kunde motstå trycket. Skadorna blev därigenom måttliga, även om några bilar hamnade till underredet i vattenmassorna. Trafiken stoppades, ett barnhem fick evakueras och hundratals källare vattenfylldes.
Olyckan fick stora tidningsrubriker som ”Syndafloden från Vanadis vattentorn”, ”Trafiken på gatorna stoppades” och ”Febriga småbarn räddade via stegar” (ett barnhem var tvunget att evakueras).

## Bilder

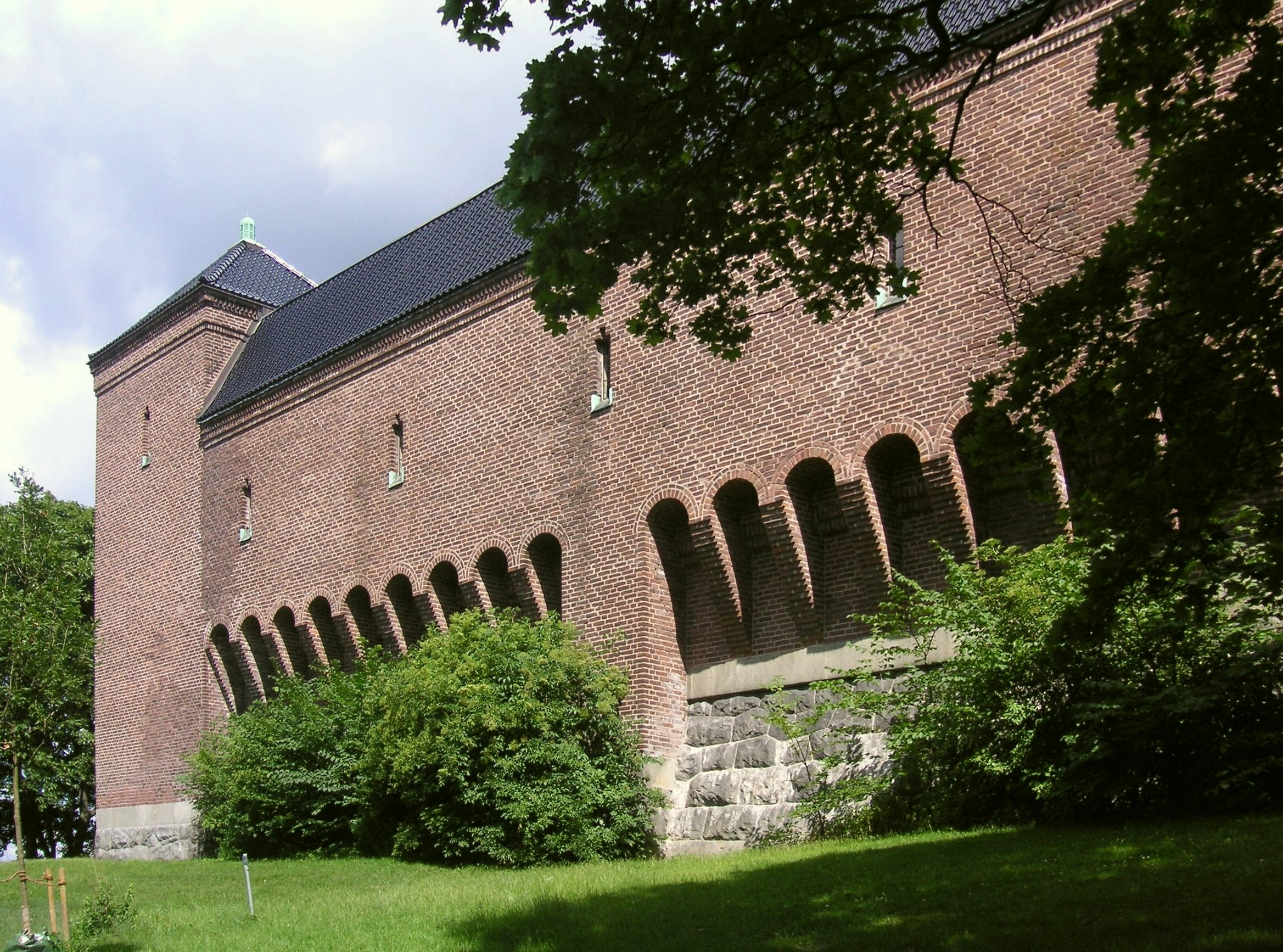
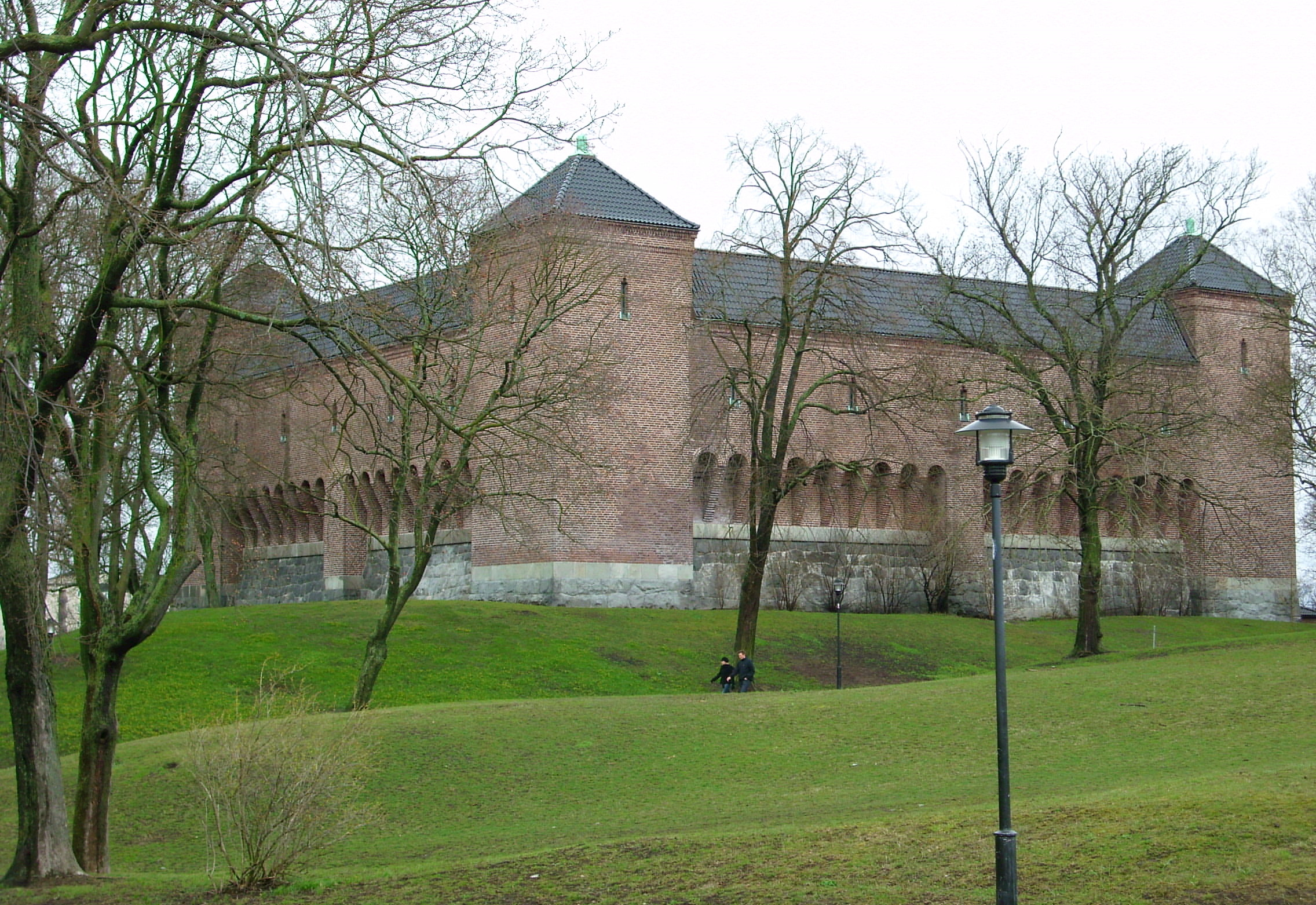
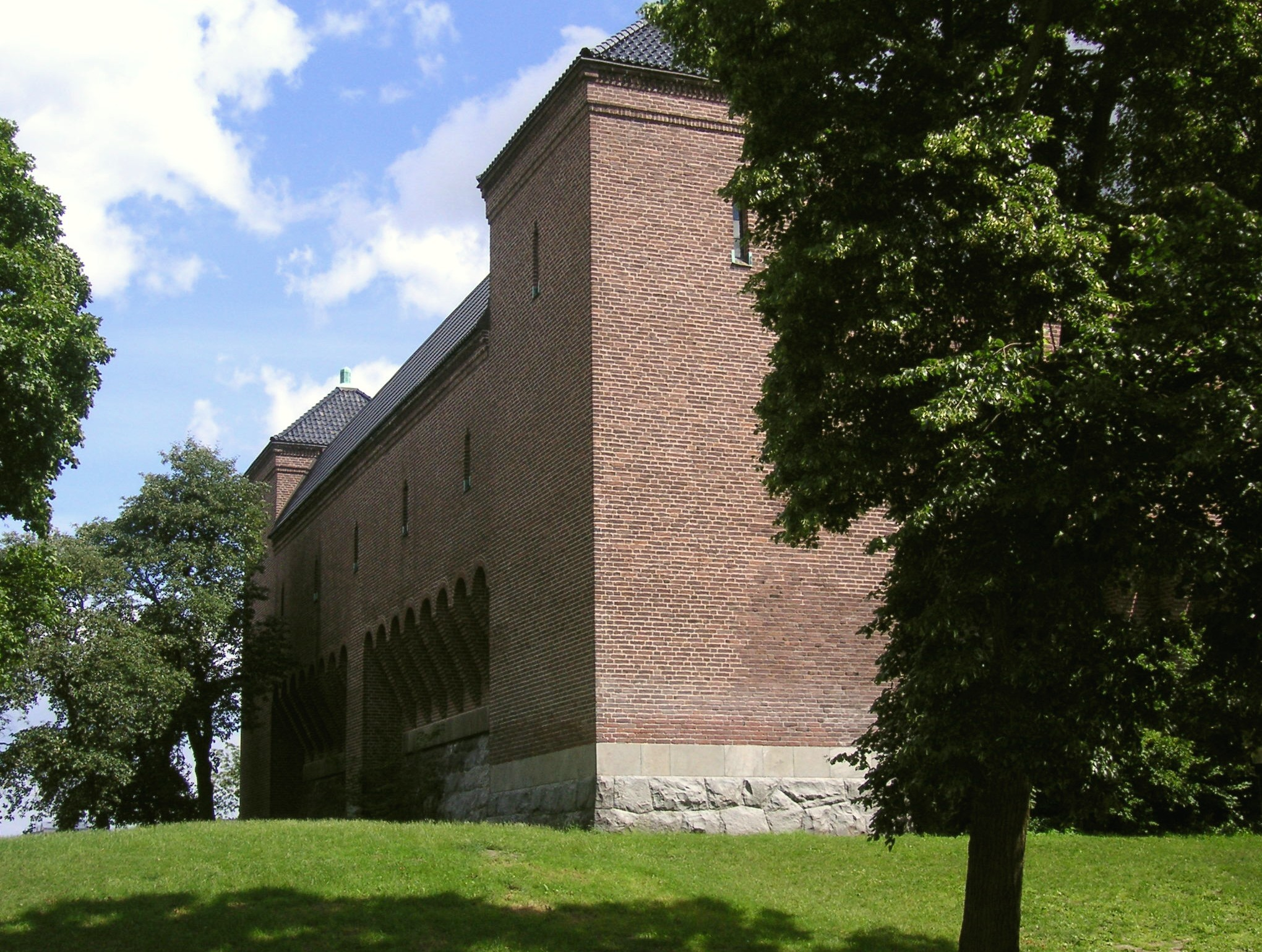
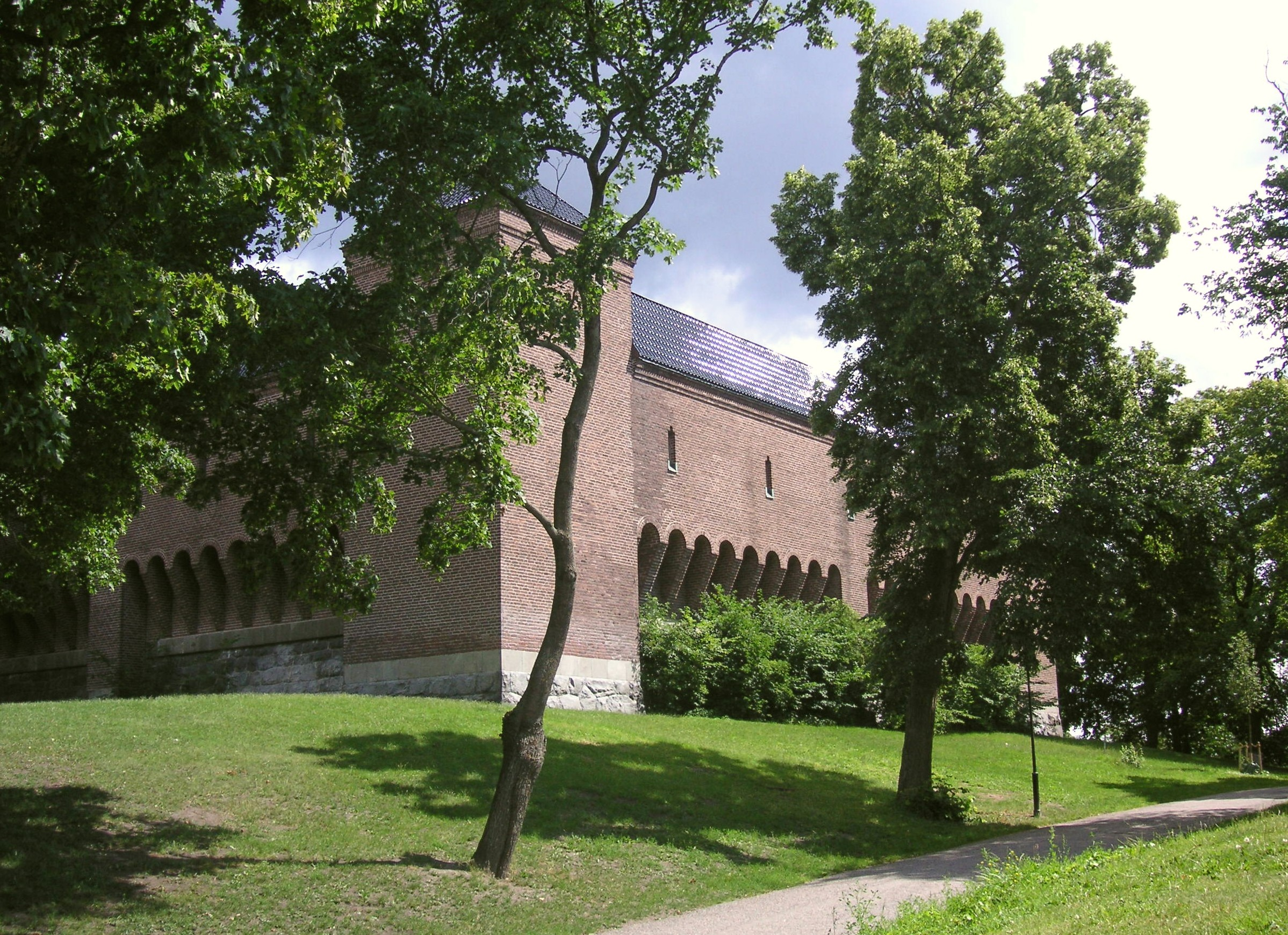